# Agelasta yunnana
Agelasta yunnana là một loài bọ cánh cứng trong họ Cerambycidae.